# Abasidska arhitektura
Abasidska arhitektura se je razvila v Abasidskem kalifatu med letoma 750 in 1227, predvsem v njegovem osrčju Mezopotamije (sodobni Irak). Velike spremembe abasidskega obdobja lahko označimo kot politične, geopolitične in kulturne hkrati. Obdobje Abasidov se začne z uničenjem vladajoče družine Omajadov in njeno zamenjavo z Abasidi, položaj moči pa se premakne na območje Mezopotamije. Posledično je prišlo do ustreznega premika vpliva klasičnih in bizantinskih umetniških in kulturnih standardov v korist lokalnih mezopotamskih modelov in tudi perzijskih. The Abbasids evolved distinctive styles of their own, particularly in decoration. Abasidi so razvili lastne značilne sloge, zlasti v dekoraciji. To se je zgodilo predvsem v obdobju, ki ustreza njihovi moči in blaginji med letoma 750 in 932.
Abasidska arhitektura je bila pomembna formativna stopnja v širši islamski arhitekturi. Velika moč in enotnost zgodnjega kalifata sta omogočili, da so se arhitekturne značilnosti in inovacije, kot so minareti in izrezljani štukaturni motivi, hitro razširile po obsežnih ozemljih pod njegovim nadzorom. Ena najpomembnejših arhitekturnih dejavnosti v tem času je bila gradnja novih glavnih mest ali upravnih središč (tradicija se je nadaljevala tudi od prejšnjih mezopotamskih in perzijskih vladarjev), kot sta Okroglo mesto Bagdad, ustanovljeno leta 762, in Samara, ustanovljena l. 836. Abasidi so imeli za gradnjo prednost blatno opeko in žgano opeko, kar je omogočilo relativno nizko ceno gradnje ogromnih arhitekturnih kompleksov, kar najbolj jasno ponazarja Samara, ki je bila sestavljena iz ogromnih palač in monumentalnih mošej, razporejenih na približno 40 km.
Medtem ko so Abasidi po letu 870 izgubili nadzor nad velikimi deli svojega imperija, so njihovo arhitekturo še naprej posnemale države naslednice v Iraku, Iranu, Egiptu in Severni Afriki. Kasnejši abasidski kalifi so bili omejeni na Bagdad in so bili manj vključeni v javno arhitekturno pokroviteljstvo, v katerem so namesto tega prevladovali Seldžuki in drugi vladarji, ki so imeli de facto politično oblast. Posledično je bilo med 11. in 13. stoletjem težko razlikovati med arhitekturnimi oblikami, povezanimi z Abasidi, in tistimi, povezanimi z drugimi dinastijami. Abasidska arhitektura 12. in 13. stoletja je bila v bistvu seldžuška arhitektura, zgrajena z lokalnim iraškim obrtniškim znanjem. Velik del abasidske umetnosti in arhitekture se je sčasoma izgubil zaradi krhke narave uporabljenih materialov in zaradi uničenja, ki so ga povzročili konflikti. Od Bagdada iz obdobja Abasidov, urbanega srca kalifata, je preživelo zelo malo.

## Zgodovinsko ozadje
Leta 750 so Abasidi prevzeli oblast od omajadskih vladarjev arabskega kalifata, ki so izgubili vso svojo posest razen Španije. Abasidski kalifi s sedežem v današnjem Iraku so vladali Iranu, Mezopotamiji, Arabiji ter deželam vzhodnega in južnega Sredozemlja. Obdobje med letoma 750 in 900 je bilo opisano kot islamska zlata doba. Če so Omajadi običajno ponovno uporabili predislamske stavbe v mestih, ki so jih osvojili, je bilo treba v obdobju Abasidov mnoge od teh struktur zamenjati. Širjenje muslimanskih verovanj je prineslo tudi spremembe v potrebah. Abasidi so morali graditi mošeje in palače, pa tudi utrdbe, hiše, poslovne stavbe in celo objekte za dirke in polo tekme. Posodobili so romarsko cesto od Bagdada in Kufe do Meke, poravnali površino in na nekaterih območjih zgradili zidove in jarke ter zgradili postaje za romarje s prostori in mošejo za molitev.
Leta 762 je kalif Al-Mansur na Tigrisu ustanovil novo prestolnico Bagdad, ki je kmalu zrasla v eno največjih mest na svetu. Leta 836 je kalif Al-Mu'tasim prestolnico prenesel v Samaro. Abasidi so začeli izgubljati nadzor nad obrobnimi deli kalifata, lokalne dinastije pa so pridobile dejansko neodvisnost v Horasanu (Samanidi) v vzhodnem Iranu, Egiptu (Tulunidi) in Ifrikiji (Aglabidi). Kalif Al-Mu'tamid, do zdaj dejanski vladar samo Iraka, je svojo prestolnico preselil nazaj v Bagdad leta 889. Leta 945 so Bujidi, privrženci šiitskega islama, postali dejanski vladarji kot emirji, medtem ko so abasidski kalifi obdržali svoj nominalni naziv. Po letu 1055 so Seldžuki nadzorovali Bagdad naslednje stoletje in se predstavljali kot zaščitniki kalifov. S kalifom al-Nasirjem (1179-1225) so Abasidi ponovno prevzeli nadzor nad Irakom, vendar je plenjenje Bagdada s strani Mongolov leta 1258 povzročilo konec Abasidskega kalifata.

## Izvori
Zgodnja abasidska arhitektura je bila pod močnim vplivom arhitekture prejšnjega Sasanidskega cesarstva, kot ponazarja palača Ukhaydhir. Nekdanja sasanidska prestolnica je bil Ktezifon v današnjem Iraku, sasanidska arhitektura pa je bila skupna dediščina mezopotamskega nižavja in iranske planote. Abasidi so uporabljali enake tehnike, kot so oboki brez centriranja, podobne konstrukcijske značilnosti, kot so oporni stolpi, in enake materiale, kot so blatna opeka, žgana opeka in neobdelani kamniti bloki, vdelani v malto. Ko je kalif Al-Mansur zgradil okroglo mesto Bagdad, imenovano Madinat al-Salam, je morda sledil prejšnjim tradicijam, kot je okroglo mesto Gur, ki ga je zgradil Ardašir I. (vladal 224-241) v Firuzabadu. Vseboval je kalifovo palačo, veliko mošejo in upravne stavbe.
Na zgodnjo abasidsko arhitekturo je vplivala tudi starodavna mezopotamska arhitektura, katere značilnosti so bile še naprej prisotne v strukturah regije tudi po stoletjih okupacije rimskega, grškega in iranskega imperija. Ta mezopotamski vpliv v islamski arhitekturi je bil oslabljen šele v 10. stoletju, ko je abasidska Mezopotamija vstopila v obdobje gospodarskega zatona in so se središča politične moči v regiji premaknila na vzhod v Iran.
Z osvajanjem Srednje Azije se je povečal vpliv sogdijske arhitekture. V Samari so štukature in stenske poslikave podobne tistim v palačah Panjakent v današnjem Tadžikistanu. Kasneje, v 12. in 13. stoletju, je v arhitekturi v deželah, ki so jim vladali Abasidi, prevladovala seldžuška arhitektura.

## Inovacije
Abasidska mesta so bila razporejena na ogromnih površinah. Palače in mošeje Samare so se raztezale vzdolž obale Tigrisa 40 kilometrov. Da bi ustrezali obsegu lokacij, so bile postavljene monumentalne stavbe, kot so ogromni spiralni minareti mošeje Abu Dulaf in Velike mošeje v Samari, ki drugje nista imeli primerkov. Čeprav je izvor minareta še vedno negotov, so ti in številni drugi minareti iz zgodnjega 9. stoletja, zgrajeni na ozemlju Abasidov, prvi pravi minareti v islamski arhitekturi. Dvosredinski koničasti lok in obok sta se pojavila, preden so oblast prevzeli Abasidi, vendar je postal standard v abasidski arhitekturi, konica pa je postala bolj vidna. Prvi popolnoma razvit primer koničastega loka s štirimi središči je bil v Qasr al-'Ašiku, zgrajenem med letoma 878 in 882.
V Samari so razvili tri nove vrste štukature, ki so hitro postale priljubljene tudi drugod. Prva dva sloga se lahko obravnavata kot izpeljanka iz poznoantičnega ali omajadskega dekorativnega sloga, tretji pa je povsem nov. Slog C je uporabil kalupe za ustvarjanje ponavljajočih se vzorcev ukrivljenih linij, zarez, rež in drugih elementov. Tekoče zasnove ne uporabljajo tradicionalnih rastlinskih, geometrijskih ali živalskih tem. Štukatura je bila včasih obarvana rdeče ali modro, včasih pa je vključevala stekleni mozaik. Vzorci so pod kotom zarezani v površino štukature. To je prvi in najčistejši primer arabeske. Morda predstavlja namerni poskus izdelave abstraktne oblike okrasja, ki se izogiba upodobitvi živih bitij, in to lahko pojasni njegovo hitro sprejetje po vsem muslimanskem svetu.
Postavitev fatimidskega mesta Al-Mansurija v Ifrikiji, ustanovljenega leta 946, je bila krožna, morda v imitaciji Bagdada. Izbira postavitve je bila morda namerni izziv Abasidskemu kalifatu. Fatimidska arhitektura Ifrikije in Egipta je sledila abasidskim slogom, kot kažeta Velika mošeja Mahdija in Mošeja al-Azhar v Kairu. Celo omajadske stavbe na Iberskem polotoku kažejo abasidski vpliv.

## Značilnosti

### Splošno
Tipične značilnosti zgodnje abasidske arhitekture so vključevale uporabo opečnih obokov in štukature. Banjast obok, ki je bil že v uporabi v omajadski arhitekturi in prej, je bil široko uporabljen za formalne prostore, kot so sprejemne dvorane. Kot je bilo omenjeno zgoraj, je koničasti lok z dvema središčema postal običajen v zgodnjem abasidskem obdobju, čemur je sledila uvedba koničastega loka s štirimi sredinami v Samari. Fizična geografija je vplivala tudi na lokalno arhitekturo. Kamen je bil v aluvialnih ravninah osrednjega in južnega Iraka redek, kar je spodbujalo uporabo blatne opeke, obložene z ometom, kot gradbenega materiala, včasih pa so uporabljali tudi ognjevarno opeko. Ti materiali pa so zahtevali redno vzdrževanje in obnovo. Ravnost in odprtost dežele sta prav tako omogočili gradnjo v neverjetno velikem obsegu, kar so zgodnji kalifi pogosto počeli, kar ponazarjajo nove upravne prestolnice, ki so jih ustvarili. Abasidska arhitektura je imela listnate okraske na lokih, visečih obokih, muqarnas obokih in polikromnih prepletenih lokih, ki so postali značilni za "islamsko" arhitekturo, čeprav te oblike morda izvirajo iz sasanidske arhitekture. Tako je sprednji lok loka v Ktezifonu nekoč bil okrašen z režnji, obliko, ki je bila kopirana v palači al-Ukhaydir.

### Palače
Najzgodnejša ohranjena abasidska palača, zgrajena okoli leta 775, je palača al-Ukhaidir. Ima načrt, ki izhaja iz prejšnjih sasanidskih in omajadskih palač. Palača leži v puščavi približno 180 kilometrov južno od Bagdada. Je pravokotne oblike, 175 x 169 metrov, s štirimi vrati. Tri so v polkrožnih stolpih, ki štrlijo iz obzidja, ena pa v pravokotni vdolbini v obzidju. V notranjosti je obokana vhodna veža, osrednje dvorišče, ivan (dvorana), odprt na dvorišče nasproti vhodne veže, in stanovanjske enote. Sasanidske tehnike vztrajajo pri gradnji obokov s koničastimi krivuljami z uporabo ruševin in malte, obloženih z opeko in štukaturo, slepih lokov kot okraskov za velike stenske površine in dolgih obokanih dvoran z vdolbinami za loki, podprtimi s težkimi stebri. Besedni opisi kažejo, da so imele palače v Bagdadu podobno razporeditev, čeprav v večjem obsegu.
Leta 772 je Al-Mansur ustanovil novo mesto z imenom al-Rafika ob Evfratu, na mestu današnje Raka. Mesto je bilo postavljeno v obliki podkve in naj bi kopiralo okroglo mesto Bagdad. Kasneje je Harun al-Rašid mesto naredil za svojo prestolnico v kasnejših letih svoje vladavine in med letoma 796 in 808 tukaj zgradil svojo rezidenco. Nekateri njegovi ostanki so bili izkopani in razkrivajo stavbe s prostornimi tlorisi, podobnimi drugim delom Mezopotamije, vendar brez uporabe ivanov. Bagdadska vrata, eden redkih starih spomenikov, ki so danes ohranjena v Raki, so nekoč mislili, da izvirajo iz Al-Mansurjeve ustanovitve v poznem 8. stoletju, vendar so jih od takrat pripisali 11. ali 12. stoletju, približno v času Numajrida ali zengidske vladavine.
Palače v Samari, ki jih je gradil Al-Mu'tasim leta 836, so bile znane po svoji ogromni velikosti in natančno opredeljenih pododdelkih. Vključevale so prostrana dvorišča, okoli katerih so bila razporejena številna stanovanja in dvorane. Nekatere palače so imele več monumentalnih vrat, razporejenih v zaporedju, ki so omogočala dostop z enega dvorišča na drugega. Al-Mu'tasimova glavna palača, znana kot Dār al-Khilāfa ali Džavsak al-Khākānī, je bila zgrajena približno v istem času kot ustanovitev mesta. Na zahodni strani je bil velik vhod s pogledom na reko Tigris. Sestavljen je iz velikega stopnišča, ki je vodilo do monumentalnih vrat v obliki treh ivanov, znanih kot Bab al-'Amma. Ob vznožju stopnišča je bil velik pravokoten vodni bazen, iz katerega je kanal vodil navzdol do dvignjenega paviljona blizu reke, 300 metrov stran od vrat. Sama vrata so imela drugo etažo, s katere so lahko kalif, prebivalci palače ali stražarji opazovali pokrajino. Za vrati je vrsta dvoran vodila proti vzhodu na kvadratno dvorišče. Za tem je bila kupolasta dvorana s štirimi ivani, razporejenimi v križni obliki, pri čemer je vsak ivan omogočal dostop do drugega dvorišča za njim. Vzhodno dvorišče za tem je imelo ogromno plažo, ki je merila 350 krat 180 metrov in je imelo vodne kanale, fontane in morda vrtove. Med drugimi izkopanimi in delno rekonstruiranimi značilnostmi, ki so danes vidne, je potopljeno dvorišče s komorami, zgrajenimi okoli velikega krožnega vodnega bazena, tako imenovanega 'Velikega Serdaba' (kot ga je poimenoval Ernst Herzfeld) ali Birka Handasija ('Geometrični bazen', ime, ki je bilo dano iraški arheologi). Dvorišče, ki je severno, je bilo verjetno zasnovano za predah pred poletno vročino. Poleg glavne palače je Al-Mutavakil zgradil razkošne palače za svoje sinove, kot je palača Balkuvara za svojega sina Al-Mu'tazza, ki je imela slog in postavitev podobno Dar al-Khilafa. Obsežne zmogljivosti Samare so vključevale tudi vojašnice, hleve in dirkališča.
Palače v Samari, kot sta al-'Ašik in al-Džis, zgrajene okoli leta 870, prikazujejo letve z več ložami, vrezane globoko v intrados (spodnja stran loka) lokov, kar daje videz listnatega loka. Tla so bila včasih iz marmorja, pogosteje s ploščicami. Sprejemne sobe palač v Samari so imele izrezljane ali oblikovane štukature, ki so krasile spodnji del sten, štukature pa so krasile tudi okvirje vrat, stenske niše in loke v treh različnih slogih. Druge palače, ki so bile izkopane, imajo pogosto kupolasto osrednjo komoro, obdano s štirimi ivani, obrnjenimi navzven.
Edina potencialna stavba abasidske palače, ki je ostala v Bagdadu, je v soseski Al-Maiden s pogledom na Tigris, v nekdanji citadeli mesta. Znanstveniki so razpravljali o izvoru in naravi stavbe, ki je znana kot 'abasidska palača', saj ni ohranjenih napisov ali besedil, ki bi identificirali njeno ime ali funkcijo. Stavba je bila postavljena pod kalifom al-Nasirjem li-Din Alahom (vladal 1180–1225) ali morda Al-Mustansirjem (vladal 1226–1242), v poznem abasidskem obdobju. Visoka je dve nadstropji in vsebuje osrednje dvorišče ter ivan z opečnim stropom in fasado. Ena njenih najbolj edinstvenih značilnosti je niz obokov muqarnas, ki krasijo notranjost vzhodne galerije. Njena zasnova je zelo podobna medresi Mustansiriji (dokončana leta 1233), zaradi česar so nekateri učenjaki trdili, da je bila dejansko medresa. Ti učenjaki so jo običajno identificirali kot najverjetneje medreso al-Šarabija, šolo za islamsko teologijo, ki jo je leta 1230 zgradil Šarif al-Din Ikbal, medtem ko so jo nekateri identificirali kot Medresa Biširija, zgrajena leta 1255. Drugi učenjak, Jasser Taba, je trdil, da stavba nima nekaterih ključnih značilnosti medrese in zato ostaja njena identifikacija kot palače bolj verjetna. Ugotavlja, da nekateri zgodovinski viri omenjajo gradnjo Dar al-Masnat ("Hiše ob valobranu"), ki jo je okoli leta 1184 začel al-Nasir okoli te lokacije, kar bi torej lahko ustrezalo tej stavbi. Državni zavod za starine in dediščino je v 20. stoletju rekonstruiral pomembne dele stavbe, vključno z obnovo velikega ivana in sosednjih fasad.
- Ostanki Bab al-'Amma (ok. 836), glavna vrata palače Dār al-Khilāfa (ali Džavsak al-Khākānī) v Samari v Iraku, ki jo je ustanovil Al-Mu῾tasim
- Ostanki (delno rekonstruirani) Velikega Serdaba ali Birke Handasija znotraj palače Dār al-Khilāfa v Samari (okoli ali po letu 836)
- Qasr al-'Ašik, palača blizu Samare. Palača je bila naročena pod 15. abasidskim kalifom Al-Mu'tamidom, gradnja pa je potekala med 877–882 našega štetja.
- Muqarnas oboki v tako imenovani 'abasidski palači' v Bagdadu, pogojno datirani v obdobje vladavine al-Nasirja ali al-Mustansirja (konec 12. ali začetek 13. stoletja)